# Proplatycnemis hova
Proplatycnemis hova is een juffer uit de familie van de breedscheenjuffers (Platycnemididae).
De soort staat op de Rode Lijst van de IUCN als onzeker, beoordelingsjaar 2008.
De wetenschappelijke naam van de soort werd in 1908 als Platycnemis hova gepubliceerd door René Martin.